# Descriptores en Ciencias de la Salud
El vocabulario estructurado y cuatrilingüe DeCS - Descriptores en Ciencias de la Salud - fue creado por BIREME - Centro Latinoamericano y del Caribe de Información en Ciencias de la Salud en 1986 para uso en la indización de artículos de revistas científicas, libros, anales de congresos, informes técnicos y otros tipos de materiales, así como para usarse en la búsqueda y recuperación de asuntos de la literatura científica en las bases de datos LILACS, MEDLINE y otras. En la BVS, Biblioteca Virtual en Salud, el DeCS es la herramienta que permite la navegación entre registros y fuentes de información a través de conceptos controlados y organizados en portugués, español, inglés y francés.
Se desarrolló a partir del MeSH - Medical Subject Headings de la NLM - U.S. National Library of Medicine - con objeto de permitir el uso de terminología común para búsqueda en los idiomas de las Américas, proporcionando un medio consistente y único para la recuperación de información independientemente del idioma. Además de los términos médicos originales del MeSH se desarrollaron las áreas específicas de Ciencia y Salud (2005), Homeopatía (1991), Salud Pública (1986) y Vigilancia Sanitaria (2005).
Los conceptos que componen el DeCS se organizan en una estructura jerárquica permitiendo la ejecución de búsquedas en términos más amplios o más específicos o todos los términos que pertenezcan a una misma estructura jerárquica.
Tiene como finalidad principal servir como un lenguaje único para indexación (o indización) y recuperación de información entre los componentes del Sistema Latinoamericano y de Caribe de Información en Ciencias de la Salud, coordinado por BIREME y que abarca 37 países en América Latina y en Caribe, permitiendo un diálogo uniforme entre cerca de 600 bibliotecas.
Participa en el proyecto de desarrollo de terminología única y red semántica en salud, UMLS - Unified Medical Language System de la NLM con la responsabilidad de la actualización anual y envío de los términos del MeSH en portugués y español.